# Temporada 1947-48 de los New York Knicks
La Temporada 1947-48 fue la segunda de los New York Knicks en la BAA. La temporada regular acabó con 26 victorias y 22 derrotas, clasificándose para los playoffs, en los que fueron eliminados en cuartos de final por los Baltimore Bullets.

## Temporada regular
| # | División Este           | División Este | División Este | División Este | División Este |
| # | Equipo                  | G             | P             | %             | PD            |
| - | ----------------------- | ------------- | ------------- | ------------- | ------------- |
| 1 | x-Philadelphia Warriors | 27            | 21            | .563          | –             |
| 2 | x-New York Knicks       | 26            | 22            | .542          | 1             |
| 3 | x-Boston Celtics        | 20            | 28            | .417          | 7             |
| 4 | Providence Steamrollers | 6             | 42            | .125          | 21            |

## Playoffs

### Cuartos de final
Baltimore Bullets - New York Knicks
| Fecha       | Partido                                  | Ciudad     |
| ----------- | ---------------------------------------- | ---------- |
| 27 de marzo | New York Knicks 81, Baltimore Bullets 85 | Baltimore  |
| 28 de marzo | Baltimore Bullets 69, New York Knicks 79 | Nueva York |
| 1 de abril  | New York Knicks 77, Baltimore Bullets 84 | Baltimore  |
|             | Baltimore gana las series 2-1            |            |

## Estadísticas
| Rk | Jugador               | Edad | P  | PT | MP | TC  | TCI  | %TC  | 3P | 3PI | %3P | TL  | TLI | %TL  | RO | RD | RT | AS  | RB | TAP | BP | FP  | PTS  |
| -- | --------------------- | ---- | -- | -- | -- | --- | ---- | ---- | -- | --- | --- | --- | --- | ---- | -- | -- | -- | --- | -- | --- | -- | --- | ---- |
| 1  | Carl Braun            | 20   | 47 |    |    | 5.9 | 18.2 | .323 |    |     |     | 2.5 | 3.9 | .650 |    |    |    | 1.3 |    |     |    | 2.2 | 14.3 |
| 2  | Bud Palmer            | 26   | 48 |    |    | 4.7 | 14.8 | .315 |    |     |     | 3.6 | 4.9 | .744 |    |    |    | 0.9 |    |     |    | 3.1 | 13.0 |
| 3  | Dick Holub            | 26   | 48 |    |    | 4.1 | 13.8 | .295 |    |     |     | 2.4 | 3.8 | .633 |    |    |    | 0.8 |    |     |    | 3.3 | 10.5 |
| 4  | Sid Tanenbaum         | 22   | 24 |    |    | 3.8 | 15.0 | .250 |    |     |     | 2.6 | 3.1 | .838 |    |    |    | 1.5 |    |     |    | 1.4 | 10.1 |
| 5  | Stan Stutz            | 27   | 47 |    |    | 2.3 | 10.7 | .218 |    |     |     | 2.4 | 2.9 | .837 |    |    |    | 1.2 |    |     |    | 2.6 | 7.0  |
| 6  | Tommy Byrnes          | 24   | 47 |    |    | 2.5 | 8.7  | .285 |    |     |     | 1.4 | 2.2 | .631 |    |    |    | 0.4 |    |     |    | 1.2 | 6.4  |
| 7  | Lee Knorek            | 26   | 48 |    |    | 2.1 | 7.7  | .268 |    |     |     | 1.3 | 2.5 | .508 |    |    |    | 1.0 |    |     |    | 3.6 | 5.4  |
| 8  | Ray Kuka              | 25   | 44 |    |    | 2.0 | 6.2  | .326 |    |     |     | 1.1 | 1.9 | .595 |    |    |    | 0.6 |    |     |    | 2.7 | 5.2  |
| 9  | Leo Gottlieb          | 27   | 27 |    |    | 2.2 | 10.7 | .205 |    |     |     | 0.5 | 0.8 | .619 |    |    |    | 0.4 |    |     |    | 1.3 | 4.9  |
| 10 | Butch van Breda Kolff | 25   | 44 |    |    | 1.2 | 4.4  | .276 |    |     |     | 1.7 | 2.7 | .617 |    |    |    | 0.7 |    |     |    | 1.8 | 4.1  |
| 11 | Paul Noel             | 23   | 29 |    |    | 1.4 | 4.8  | .290 |    |     |     | 0.7 | 1.0 | .633 |    |    |    | 0.1 |    |     |    | 1.4 | 3.4  |
| 12 | Wat Misaka            | 24   | 3  |    |    | 1.0 | 4.3  | .231 |    |     |     | 0.3 | 1.0 | .333 |    |    |    | 0.0 |    |     |    | 2.3 | 2.3  |
| 13 | Sonny Hertzberg       | 25   | 4  |    |    | 0.3 | 3.5  | .071 |    |     |     | 0.8 | 1.0 | .750 |    |    |    | 0.3 |    |     |    | 0.8 | 1.3  |